# Utricularia jamesoniana
Utricularia jamesoniana är en tätörtsväxtart som beskrevs av Oliver. Utricularia jamesoniana ingår i släktet bläddror, och familjen tätörtsväxter. Inga underarter finns listade i Catalogue of Life.

## Bildgalleri

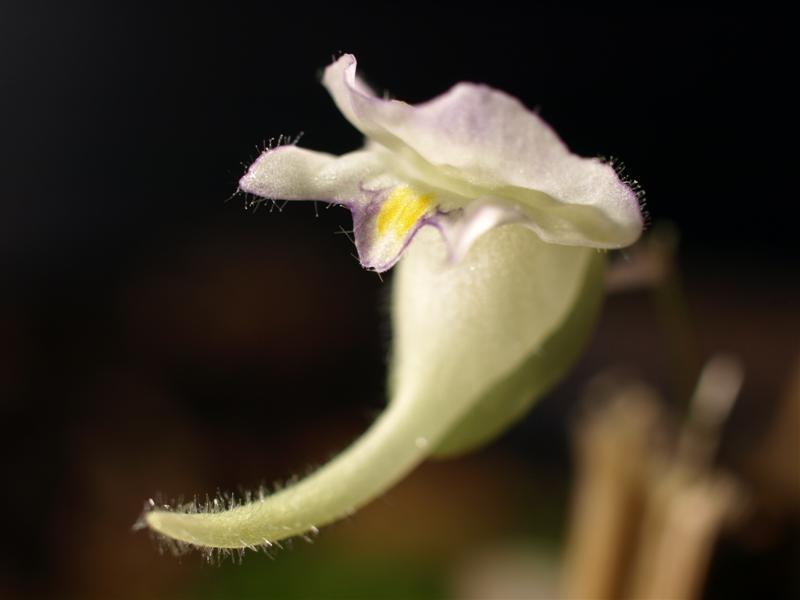